# Вязовское-Водяное
Вязовское-Водяное (укр. В'язівське-Водяне) — село,
Варваровский сельский совет,
Юрьевский район,
Днепропетровская область,
Украина.
Код КОАТУУ — 1225980509. Население по переписи 2001 года составляло 3 человека .

## Географическое положение
Село Вязовское-Водяное находится на правом берегу реки Малая Терновка,
выше по течению на расстоянии в 1,5 км расположено село Призовое,
ниже по течению на расстоянии в 0,5 км расположено село Долина,
на противоположном берегу — село Вербоватовка.
Село находится на берегу большого искусственного озера.